# Velimir Perasović
Velimir Perasović, hrvaški košarkar in košarkarski trener, * 9. februar 1965, Stoberač, SR Hrvaška, SFRJ.
Je eden najboljših hrvaških trenerjev košarke. Trenutno je glavni trener UNICS Kazan, ki igra v Združeni ligi VTB in Evroligi.